# Phragmatobia pallida
Phragmatobia pallida là một loài bướm đêm thuộc phân họ Arctiinae, họ Erebidae.